# Нир, Нахум
Нахум Яаков Нир (при рождении Наум Моисеевич (Наум-Якуб Мовшевич) Рафалькес; 5 [17] марта 1884, Варшава, Российская империя — 10 июля 1968, Тель-Авив, Израиль) — деятель социалистического сионизма, еврейского ишува в Палестине и Государства Израиль. Делегат ряда Всемирных сионистских конгрессов, депутат четырёх созывов кнессета, второй председатель кнессета.

## Биография
Родился в Варшаве, в то время входившей в состав Российской империи, в семье обувного фабриканта Мойше Рафалькеса, получившего раввинское образование, и Тойбы Тиктин, из раввинской семьи. Получил традиционное еврейское образование, затем изучал естественные науки в Варшавском, Санкт-Петербургском и Цюрихском университете, а также юриспруденцию в Санкт-Петербургском и Юрьевском университете, который в 1908 году окончил со степенью доктора права. В 1906 году он женился на Сабине Гольд-Махер. После завершения высшего образования Рафалькес вёл адвокатскую практику в Санкт-Петербурге, а с 1918 года — в Варшаве, где был в начале 1919 года избран в городскую управу.
В 1903 году Рафалькес, отец которого был давним активистом движения «Ховевей Цион», примкнул к студенческой сионистской организации «Кадима», солидаризовавшейся с демократической фракцией в сионистском движении, лидерами которой были Хаим Вейцман и Лео Моцкин. Рафалькес участвовал в статусе гостя в V Всемирном сионистском конгрессе.
С 1905 года Рафалькес состоял в социалистической сионистской организации «Поалей Цион». Он представлял эту организацию на VI и VII Всемирных сионистских конгрессах, а в 1917 году — в составе Центрального исполкома Всероссийского Совета рабочих и солдатских депутатов. В 1906 году за политическую деятельность Рафалькес был подвергнут 4-месячному аресту. Был помощником присяжного поверенного, с 1910 года — присяжный стряпчий в Санкт-Петербурге. В конце 1917 года участвовал в работе Петросовета и получил предложение основать и возглавить в нём комиссариат по еврейским делам, но его партия «Поалей Цион» воспротивилась созданию такой структуры. В 1917—1918 годах был главным редактором газеты «Еврейская рабочая хроника» в Петрограде, сотрудничал в ряде периодических изданий на идише в разных странах. В 1919 году участвовал в выборах в Сейм 1-го созыва, но избран не был.
Будучи одним из основателей «Всемирного союза Поалей Цион», Рафалькес в 1920 году, после раскола в этой организации стал секретарём «Всемирного союза левых Поалей Цион». На следующий год он представлял свою фракцию в Москве на III конгрессе Коминтерна и вёл переговоры о её присоединении к этой организации, которые, однако, не принесли результатов. Опубликовал множество книг и памфлетов на идише, главным образом публицистику и литературную критику.
В 1925 году Рафалькес переехал в Палестину, где ивритизировал свою фамилию. Новая фамилия — Нир — была образована из первых букв его настоящего имени Нахум Яаков Рафалькес. В Палестине Нир продолжал адвокатскую деятельность, а также представлял «Поалей Цион» в руководстве Гистадрута, в Собрании представителей и в Национальном совете еврейского ишува. В 1948 году он был членом Временного государственного совета — структуры, осуществлявшей функции высшего законодательного органа Государства Израиль до избрания кнессета. В дальнейшем Нир стал депутатом кнессета 1-го созыва от Объединённой рабочей партии (МАПАМ), в которую временно входили «Поалей Цион». В этом созыве кнессета он был председателем законодательной комиссии и вице-председателем.
Будучи снова избран в кнессет 3-го созыва от блока «Ахдут ха-Авода — Поалей Цион», Нир вновь стал вице-председателем и главой законодательной комиссии, а в 1959 году, после смерти Иосифа Шпринцака, был избран вторым за историю израильского парламента спикером. Нир был избран на этот пост при поддержке всех фракций, кроме правящей партии МАПАЙ, но пробыл на этом посту лишь несколько месяцев до очередных парламентских выборов. Он ещё дважды избирался в кнессет от блока «Ахдут ха-Авода — Поалей Цион», свою последнюю каденцию закончив в ноябре 1965 года.

## Семья
- Брат отца — доктор медицины Бенцель Шлёмович (Борис Соломонович) Рафелькес (Рафалькес), выпускник Дерптского университета (1889), автор монографии «Лечебные ванны: Значение и терапевтическое их применение» (1909).
  - Двоюродный брат — Соломон Борисович Рафалькес, советский терапевт, специалист по женским болезням, автор переиздававшегося «Терапевтического справочника».

## Труды
Книги Нахума Нира-Рафалькеса выходили на идиш, русском и иврите.
- Россия под властью Советов (Варшава, 1920)
- Кибуцы в Эрец-Исраэль (Вена, 1920)
- Сионизм «Поалей Цион» (1922)
- История социализма (Краков, 1923)
- Эрец-Исраэль в цифрах (Варшава, 1926)
- Политика и экономика в Эрец-Исраэль (1930)
- Ленинград (Тель-Авив, 1941)
- Сборник мемуаров «Главы из жизни — в цикле поколения и движения, 1884—1918» (1958)